# Ceri natiu
El ceri natiu, o simplement ceri, és un mineral de la classe dels elements natius

## Característiques
El ceri és l'ocurrència natural de l'element ceri. Es va trobar en una fracció de regolita lunar, amb una mida inferior a les 74 micres. Aquesta fracció consta principalment de vidre, olivina, plagioclasa, piroxè i minerals d'òxid de ferro. Altres espècies reduïdes associades inclouen molibdè, reni, iterbi i zinc. Va ser aprovada com a espècie vàlida per l'Associació Mineralògica Internacional l'any 2000. Tot i ser acceptada, el seu estatus encara és qüestionable.

## Formació i jaciments
Va ser descoberta com una partícula arrodonida d'aproximadament 2,5 micres entre les mostres recollides al lloc d'alunatge del Luna 24, al Mare Crisium (La Lluna). També ha estat descrita a la Terra, concretament a Patea, al districte de South Taranaki (Nova Zelanda).